# Dalbergia ernest-ulei
Dalbergia ernest-ulei är en ärtväxtart som beskrevs av Frederico Carlos Hoehne. Dalbergia ernest-ulei ingår i släktet Dalbergia, och familjen ärtväxter. Inga underarter finns listade i Catalogue of Life.